# Kapucínský klášter v Brně
Kapucínský klášter v Brně s kostelem Nalezení svatého Kříže a s hrobkou kapucínů na Kapucínském náměstí v městské části Brno-střed obývá komunita Řádu menších bratří kapucínů. Budova kláštera i s kostelem je chráněna jako kulturní památka České republiky.

## Historie kapucínů v Brně

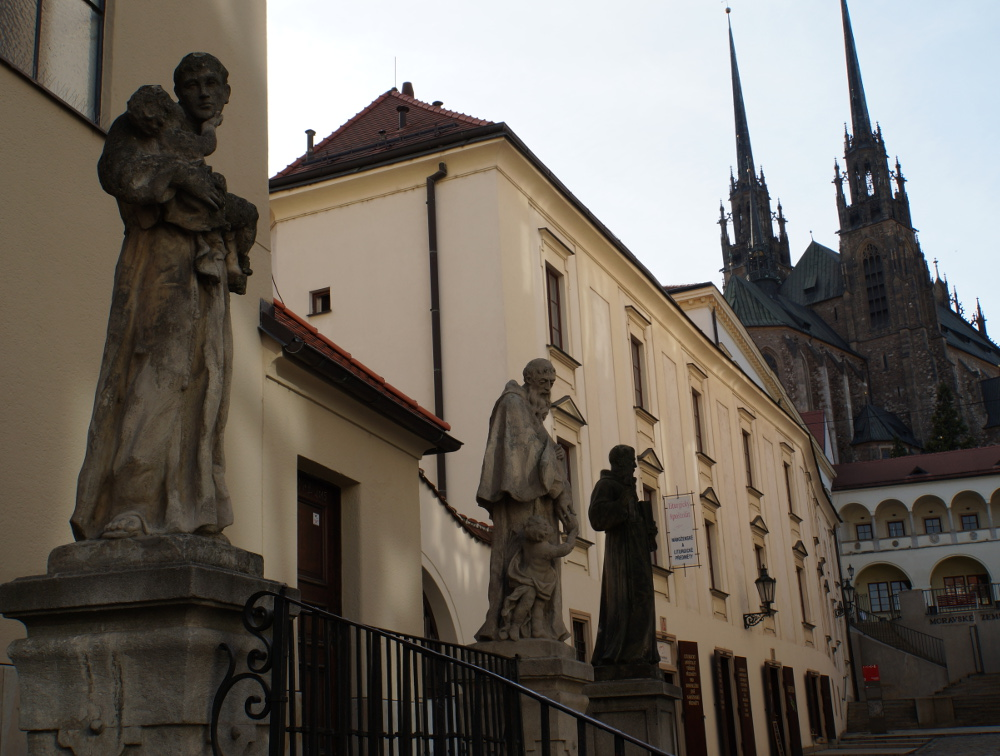
Tzv. Trenckovo křídlo

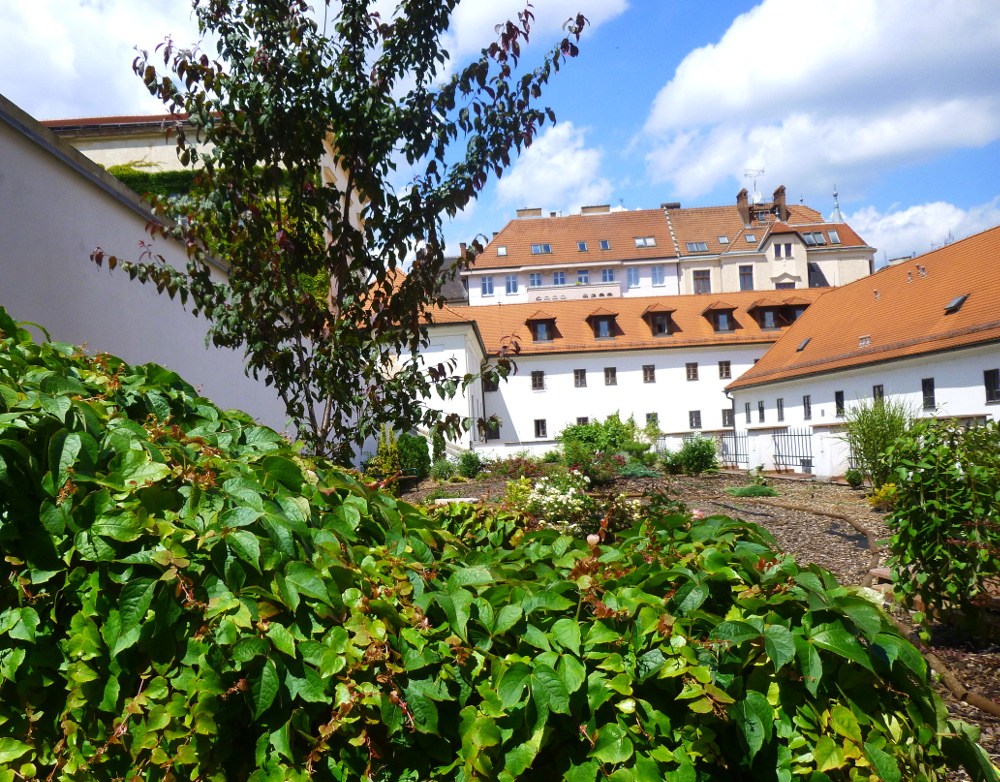
Pohled na klášter ze zahradní terasy

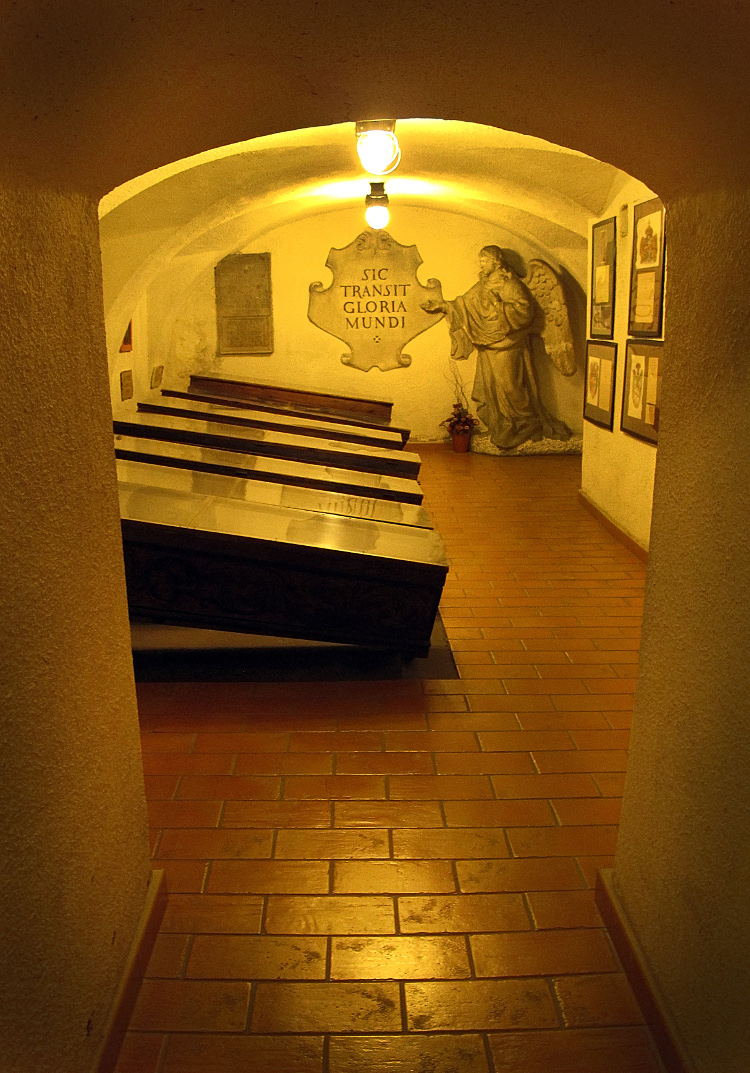
Hrobka pod kapucínským kostelem

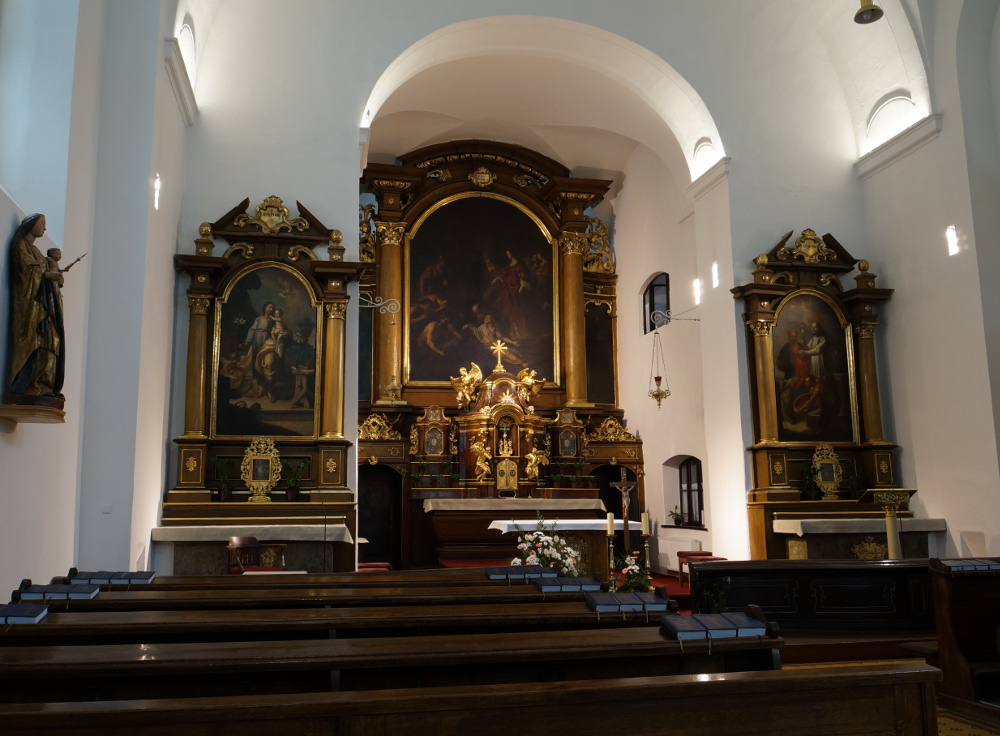
Interiér kostela Nalezení sv. Kříže

Kořeny kapucínského řádu sahají do italské Umbrie 16. století; odtud se kapucíni postupně šířili do celého světa. Do českých zemí přišli v roce 1599 na pozvání arcibiskupa Zbyňka Berky z Lipé a Dubé a v Praze na Hradčanech založili svůj první klášter.
Do Brna kapucíni přišli na pozvání olomouckého biskupa a kardinála Františka z Dietrichštejna. Klášter, jehož základní kámen byl položen v roce 1604, se s kostelem svatého Františka z Assisi nacházel na východním předměstí. To se mu v roce 1645, když Brno obléhali Švédové, stalo osudným. Vojenský velitel města Raduit de Souches totiž nařídil srovnat se zemí všechny domy před hradbami, aby v nich švédská vojska nemohla najít oporu. V březnu 1645 byl kapucínský klášter zbořen. Bratři našli azyl nejdříve na Staré radnici, později bydleli v měšťanském domě vedle Biskupského dvora.
Pro svůj druhý klášter si kapucíni vybrali raději místo uvnitř hradeb, na Uhelném trhu (dnešní Kapucínské náměstí). A protože stavbu provázely značné technické a finanční těžkosti, práce se protáhly na plných osm let. Teprve 7. května 1656 mohlo být stavební úsilí definitivně završeno slavnostním posvěcením kostela Nalezení svatého Kříže, kterého se ujal pomocný olomoucký biskup Jan Gobbar.

### 17. až 18. století
Brněnský klášter se během 17. a 18. století stal důležitým centrem; sídlila zde řádová studia filozofie a teologie, měl zde rovněž sídlo kustod, který zodpovídal za kláštery na území Moravy a Slezska.
Život kláštera byl podle tradice závislý především na příspěvcích od dobrodinců, zejména šlechty a měšťanů. Bratři si část potravin pěstovali na své zahradě nebo na půjčených pozemcích, zbytek získávali darem od lidí nebo bohatších klášterů. Sami si tkali a šili řeholní oděvy, provozovali truhlářskou dílnu a dokonce také vyráběli léky. Bratři, kteří přijali kněžské svěcení, vypomáhali jako kazatelé a zpovědníci v mnoha brněnských i mimobrněnských kostelích; zpovídali rovněž ve věznici na Špilberku.
Během 18. století prošel areál kláštera pod vedením brněnských stavitelů a architektů Mořice Grimma a později jeho syna Františka Antonína výraznými stavebními změnami. V roce 1753 byl kostel rozšířen o kapli svatého Fidela.
Samotný klášter se rozrostl o tzv. Trenckovo křídlo, což bývá dáváno do souvislosti s penězi, které kapucínům odkázal velitel pandurů František baron Trenck. V roce 1764 byla v této části kláštera dokončena stavba nové knihovny. Dodnes se v ní dochoval původní barokní nábytek a knižní fond čítá na osm tisíc svazků. Strop zdobí freska malíře Josefa Sterna, která zobrazuje rozhovor dvou největších teologů 13. století: svatého Tomáše Akvinského, dominikána, a svatého Bonaventury z Bagnoregia, františkána.

### 19. století a 1. polovina 20. století

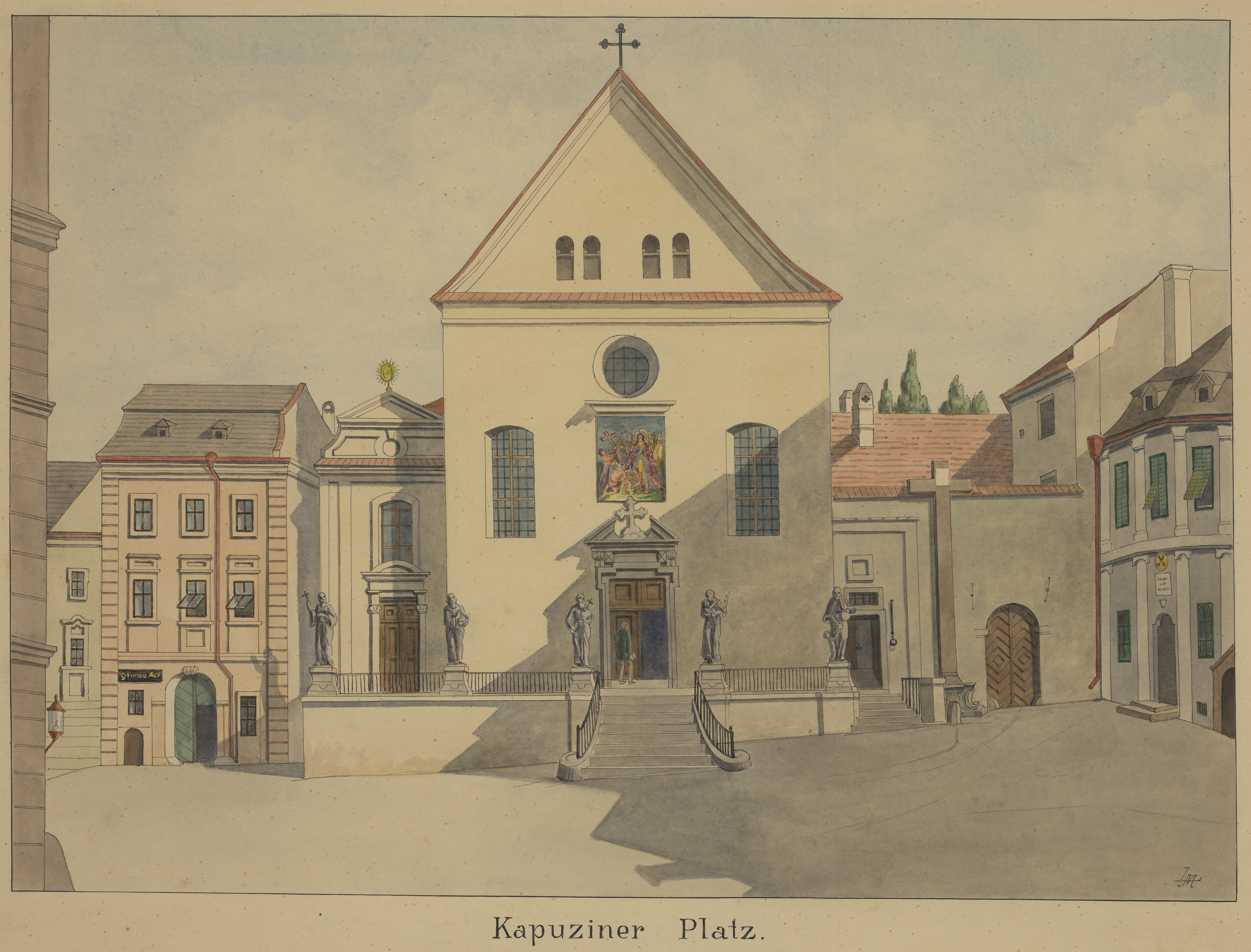
Zachycení kláštera v akvarelu Leopolda Masura, nad vchodem je znázorněna předešlá freska.

Ačkoliv „velké dějiny“ brněnský klášter minuly, přece jen se i na zdejším životě negativně projevil zásah císaře Josefa II. Ten roku 1783 rozdělil česko-moravskou provincii na dvě menší oblasti a v následujících letech zrušil osm z tehdejších třiceti kapucínských klášterů. Bratři byli nuceni přebírat farnosti; omezeno bylo řádové školství i styk s ústředím řádu v Římě. Ve druhé polovině 18. století žilo v provincii kolem 700 až 800 kapucínů, v samotném Brně bydlilo na čtyřicet bratří. Josefinské reformy a s ní spojená nejistá budoucnost řádu na českém území, ale také postupující sekularizace společnosti, způsobily úpadek. Obě provincie byly sice opětovně spojeny v roce 1826, v 21 klášterech však už žilo jen kolem 250 bratří.
Neutěšená situace kapucínského řádu zasáhla celou Evropu. Zlom nastal až ve druhé polovině 19. století, kdy bratři – poprvé ve Francii a v Itálii – začali zakládat tzv. serafínské školy. Reagovali tím na rostoucí množství chudých, kteří si nemohli dovolit dát svým dětem vyšší vzdělání. Řada chlapců z těchto škol pak vstoupila do řádu. První serafínská škola u nás vznikla v roce 1894 v Olomouci.
Charitě se bratři věnovali i v Brně. Stanislav Žyla (1876–1957) předsedal Dílu serafínské lásky, jež pomáhalo sirotkům a chudým dětem. Metoděj Frank (1873–1939) proslul svou duchovní službou na Ústředním hřbitově: pohřbíval zejména ty nejchudší, kteří by si důstojný pohřeb jinak dovolit ani nemohli. Kapucíni se však duchovně starali i o další skupinu na okraji společnosti – vězně na Cejlu.

### Akce K
V roce 1950 komunisté v rámci akce K zrušili mužské řeholní řády a jejich způsob života postavili mimo zákon. I z brněnského kláštera byli bratři násilně internovaní, budovy připadly Moravskému muzeu (dnešní Moravské zemské muzeum) a kostel se stal časem filiálkou katedrály na Petrově. Knižního fondu se ujala Zemská a univerzitní knihovna v Brně.
Kapucíni se do brněnského kláštera „vrátili“ po politickém uvolnění v roce 1968. Dva kněží zde vypomáhali v duchovní správě, další tři bratři docházeli tajně – snahy o obnovení řeholního života byly totiž stále postaveny mimo zákon. Přesto se v celé provincii začala obnovovat řádová struktura a v polovině 70. let kapucíni začali přijímat i nové členy.

### Přelom tisíciletí
Návrat k normálnímu řeholnímu životu umožnila až změna politického režimu v roce 1989. V současné době zhruba čtyři desítky kapucínů působí na pěti místech: v Praze na Hradčanech a Novém Městě, v Sušici, v Brně a Olomouci.
V Brně žije komunita pěti bratří, kteří působí jako kazatelé, zpovědníci a duchovní doprovázející těch, kteří hledají Boha. Jejich působištěm je nejen zdejší klášter, ale docházejí rovněž do nemocnic nebo k řeholním sestrám.
Při kostele fungovala duchovní správa v rámci exemptní farnosti Brno-dóm, rektorem byl P. Drahomír Vojtěch Dvouletý, OFMCap.

## Bohoslužby
Po celý týden (s výjimkou pondělí) se v kapucínském kostele Nalezení svatého Kříže konají bohoslužby: neděle 8.30 h ≈ 10 h ≈ 17 h, úterý–sobota 6 h ≈ 17 h. Po večerní bohoslužbě je společná modlitba nešpor a každý čtvrtek po nešporách je hodinová tichá adorace. Během roku se zde slaví čtyři slavnosti, které se vztahují ke kostelu a kapucínskému řádu:
- 7. května: Slavnost Výročí posvěcení kostela Nalezení sv. Kříže (1656). Tento den je také dnem adoračním. Nejsvětější svátost bývá vystavena od ranní mše svaté (7 h) až do 16 h.
- 2. srpna: Slavnost Panny Marie Andělské z Porciunkule
- 14. září: Slavnost Povýšení svatého Kříže, kdy se slaví patrocinium kostela
- 4. října: Slavnost svatého Františka z Assisi

Kostel je možné navštívit: neděle 8–11 h ≈ 16–18 h, úterý–sobota 5.30–7 h ≈ 16–18 h. Kostel je možné si prohlédnout také v rámci komentovaných prohlídek, více najdete na stránkách hrobky.